# IBM Lotus Approach
Lotus Approach je vizuální databázový nástroj pro vývoj aplikací a vytváření formulářů k *.dbf formátu firmy IBM. Je součástí balíku Lotus SmartSuite. Koncepce tohoto produktu se podobá známější aplikaci Access od firmy Microsoft. Na rozdíl od něj ale již není oficiálně podporován v českém jazyce. Tento nedostatek se dá vyřešit pomocí lokalizací od jiných dodavatelů. Approach byl prodán Lotusu v roce 1994; Lotus následně koupila IBM.